# Architectonica nobilis
Architectonica nobilis är en snäckart som beskrevs av Roding 1798. Architectonica nobilis ingår i släktet Architectonica och familjen Architectonicidae. Inga underarter finns listade i Catalogue of Life.